# ميا كوتو
ميا كوتو (بالبرتغالية: Mia Couto‏) (و. 1955  م) هو كاتب، وعالم أحياء، وصحفي، وروائي، وشاعر، وكاتب للأطفال موزمبيقي، ولد في بيرا. وهو أول كاتب موزمبيقي يحصل على جائزة نوستادت الدولية للأدب المعروفة «نوبل الأمريكية»، إذا فاز بها عام 2014، بعد فوزه بجائزة كامو للأدب عام 2013.

## التعليم
تعلم في Eduardo Mondlane University ‏
.

## جوائز وترشيحات
حصل على جوائز منها:
- جائزة نيوستاد الدولية للأدب (2014)
- جائزة كامويس [الإنجليزية]‏ (2013)
- وسام الاستحقاق الثقافي  [لغات أخرى]‏ (2009)
- نيشان القديس يعقوب صاحب السيف من رتبة قائد جيش"ENTIDADES ESTRANGEIRAS AGRACIADAS COM ORDENS PORTUGUESAS - Página Oficial das Ordens Honoríficas Portuguesas". مؤرشف من الأصل في 2019-04-28.

ترشح لـ:
جائزة نيوستاد الدولية للأدب (2014).

## وصلات خارجية
- ميا كوتو على موقع IMDb (الإنجليزية)
- ميا كوتو على موقع الموسوعة البريطانية (الإنجليزية)
- ميا كوتو على موقع مونزينجر (الألمانية)
- ميا كوتو على موقع ألو سيني (الفرنسية)
- ميا كوتو على موقع أول موفي (الإنجليزية)
- ميا كوتو على موقع قاعدة بيانات الفيلم (الإنجليزية)
- ميا كوتو على موقع كينوبويسك (الروسية)